# Feuilleea hispida
Feuilleea hispida là một loài thực vật có hoa trong họ Cucurbitaceae. Loài này được (Schott ex Benth.) Kuntze mô tả khoa học đầu tiên năm 1891.